# 콜린 포드
콜린 포드(Colin Ford, 1996년 9월 12일 ~ )는 미국의 배우이다.

## 출연 작품
- 캡틴 마블 - 스티브 댄버스 역